# WavPack
WavPack je volně použitelný open source bezeztrátový formát pro kompresi zvuku vyvíjený Davidem Bryantem. Má příponu souborů .wv a .wvc. Je sice pomalejší než FLAC, nicméně umožňuje tzv. hybridní kompresi, kdy vytvoří dva soubory: jeden s kvalitní ztrátovou kompresí a druhý s daty, která byla ztracena (.wvc, "c" jako correction). Podporuje vícekanálový zvuk, takže je vhodný pro ukládání hudby z DVD-Audio disků. Podporovány jsou jak velmi rozšířené ID3v1 tagy, tak i APEv2.
Hardwarově je podporován v některých zařízeních společnosti iriver a iAudio. WavPack se nejspíše prosadí v náročném prostředí kde je na prvním místě kvalita, není vyloučeno profesionální využití.